# Bachas
Bachas település Franciaországban, Haute-Garonne megyében. Lakosainak száma 89 fő (2022. január 1.). Bachas Alan, Benque, Samouillan és Terrebasse községekkel határos.

## Népesség
A település népességének változása:
| Lakosok száma | 103  | 67   | 69   | 67   | 62   | 69   | 71   | 81   | 86   | 89   |
|               | 1968 | 1982 | 1990 | 2006 | 2013 | 2015 | 2017 | 2019 | 2020 | 2022 |